# William de Wiveleslie Abney
William de Wiveleslie Abney FRS (n. 24 iulie 1843, Derby – d. 3 decembrie 1920, Folkestone) a fost un astronom englez, chimist și fotograf.

## Publicații
- Chemistry for Engineers, 1870.
- W. de W. Abney, Instruction in Photography, Londra, publicat de S. Low, Marston & company, 1900.
- A New Developer, Photographic News, 1880, 24:345.
- W. de W. Abney and E. R. Festing, Intensity of Radiation through Turbid Media, Proceedings of the Royal Society of London, Volumul 40, paginile 378–380, 1886. publicat de The Royal Society.
- W. de W. Abney and E. R. Festing, Colour Photometry. Part III.Proceedings of the Royal Society of London, Volumul 50, paginile 369–372, 1891–1892. publicat de The Royal Society.